# Carxofera
La carxofa, carxofer o escarxofera (Cynara cardunculus var. scolymus) és una planta conreada del gènere Cynara.
Es tracta de la mateixa espècie que el card comestible (Cynara cardunculus), però la carxofera n'és la varietat scolymus. De la carxofera se n'aprofiten els capítols florals tendres que reben el nom de carxofa, escarxofa o encarnella i alcanària/encanària en certs parlars valencians.

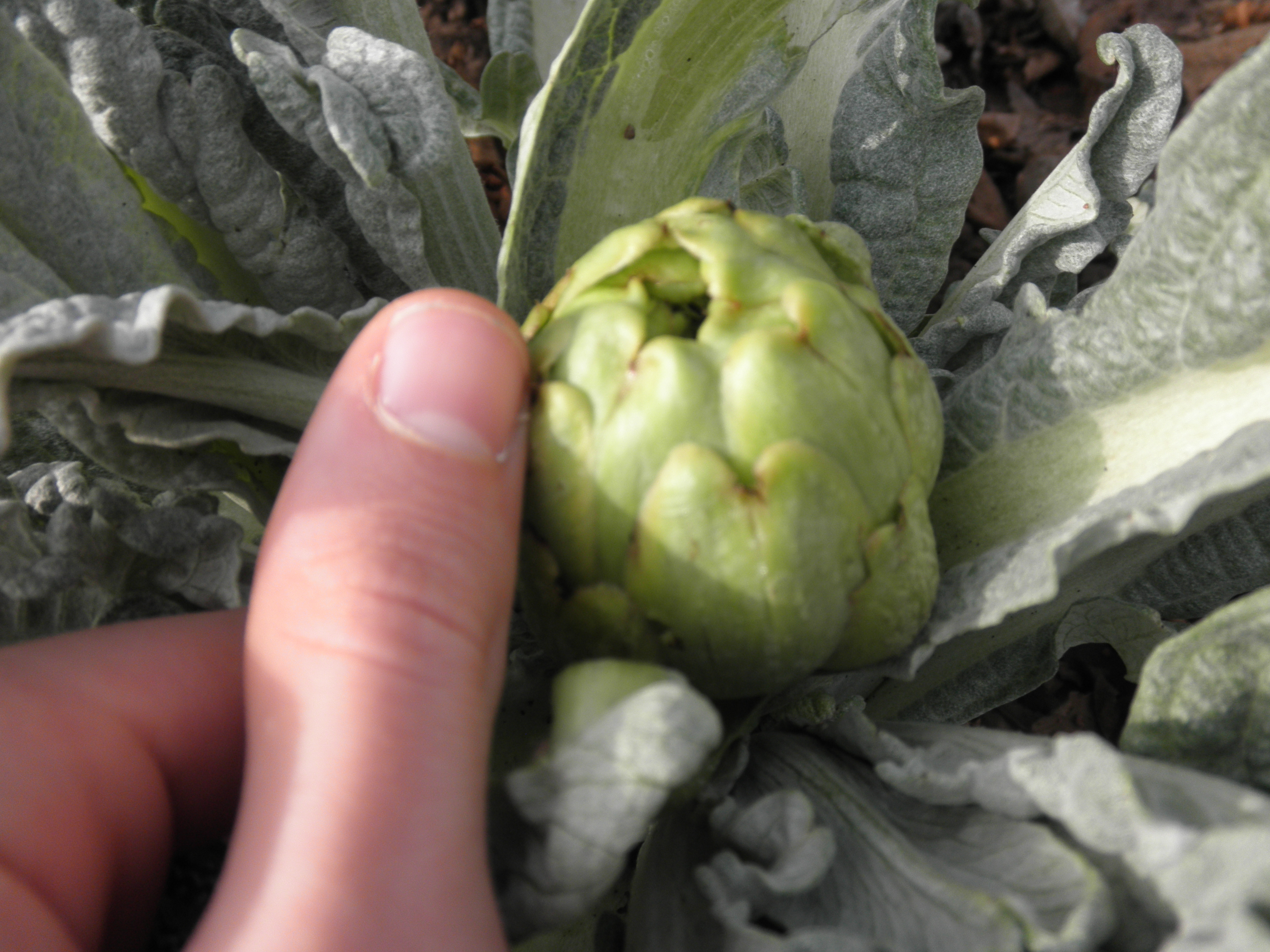
Carxofa jove formada en 15 dies.

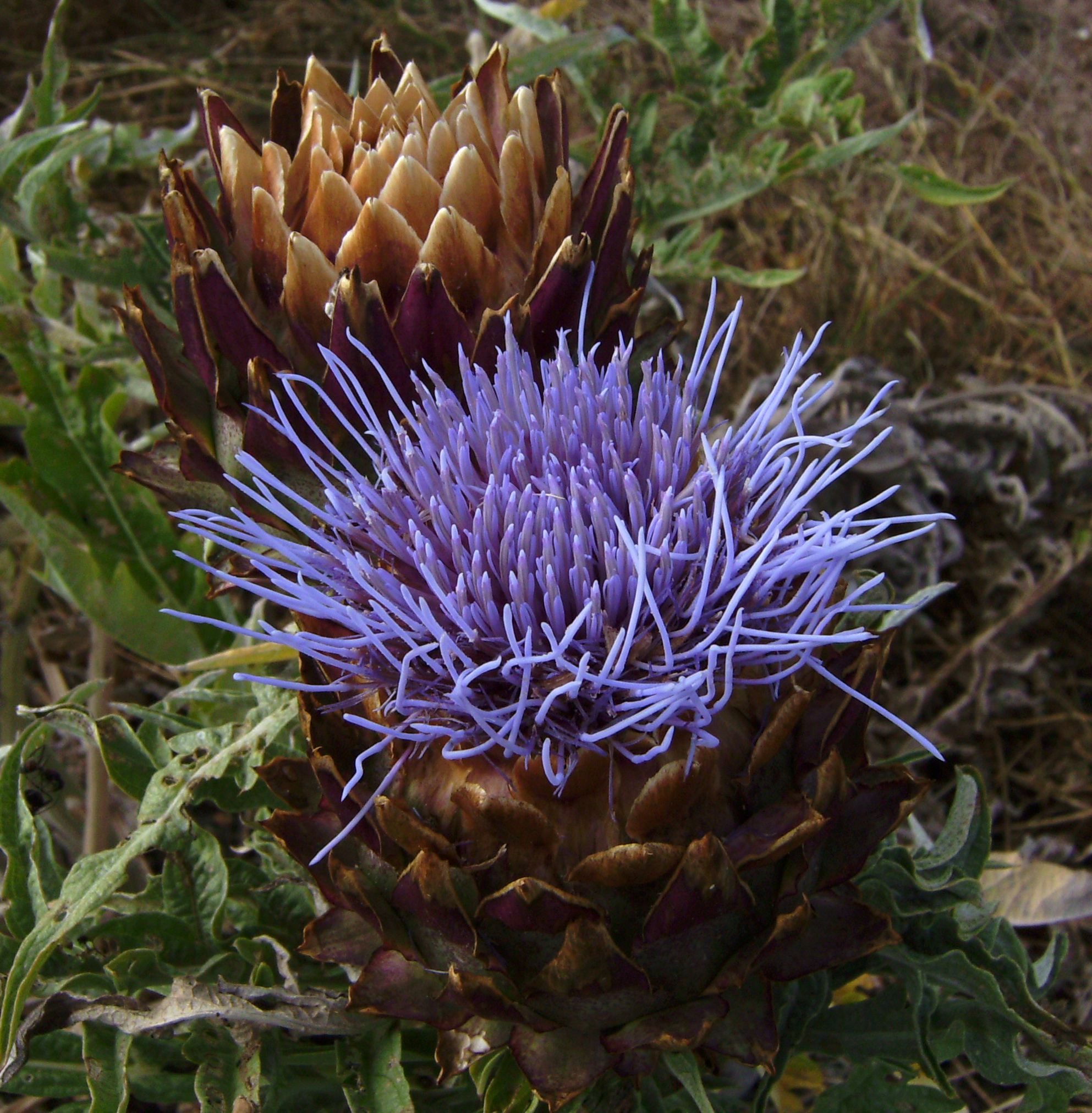
Flor de carxofera cultivada a la Serra de Castelltallat.

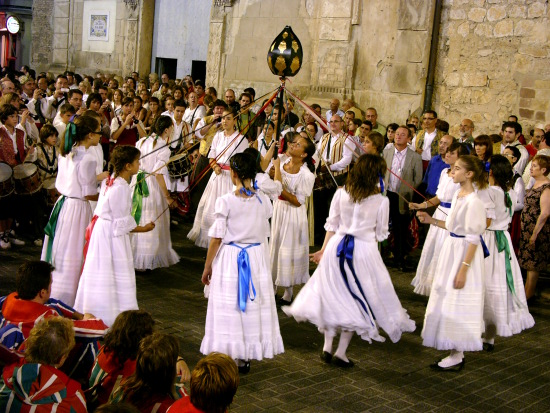
La carxofa és una hortalissa molt important en les cultures mediterrànies. Dansa de la carxofa a Algemesí.

## Descripció

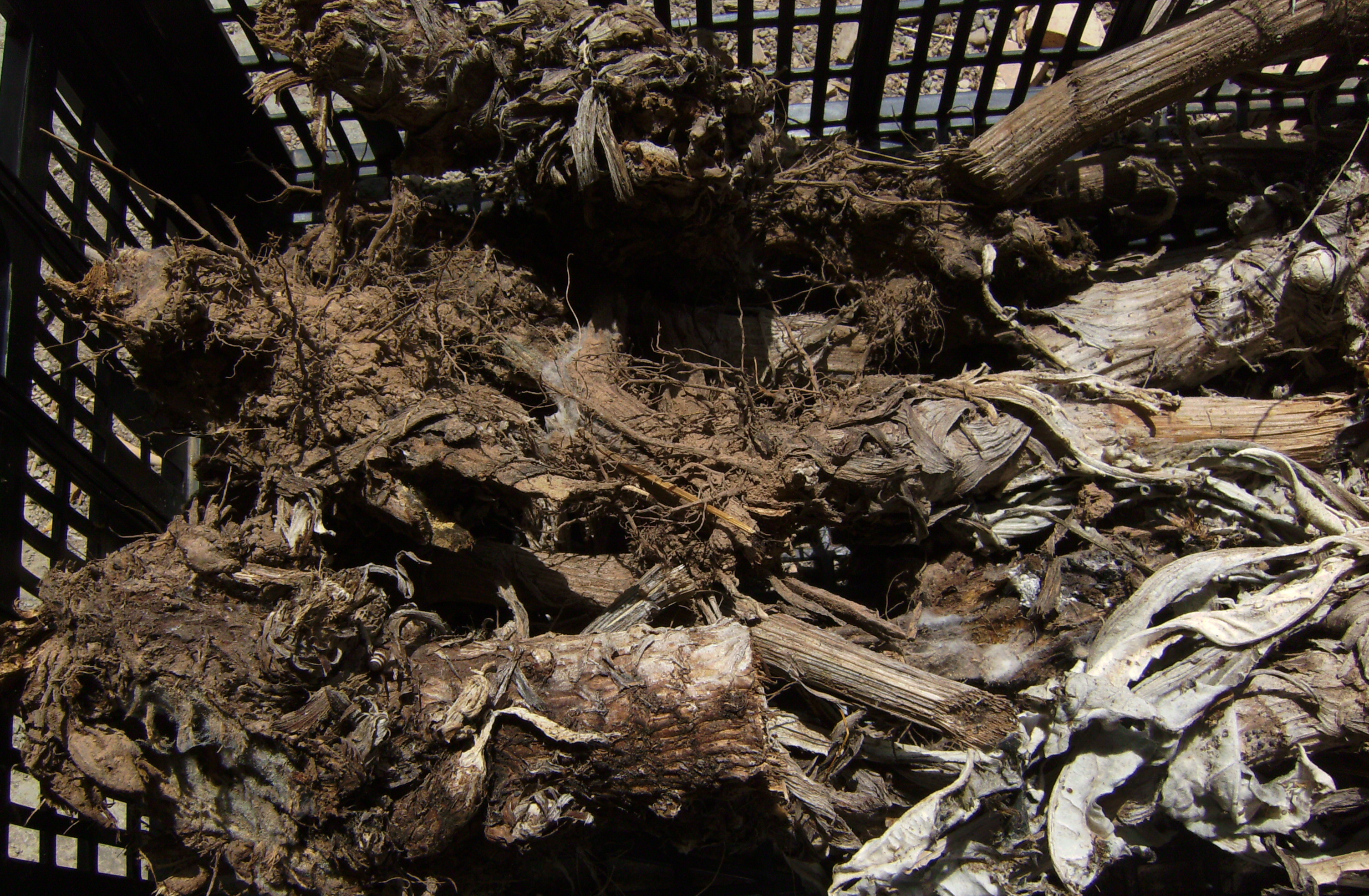
Soques de carxofera preparades per a ser plantades a l'estiu.

Planta vivaç que viu uns 4 o 5 anys (encara que es conreï un màxim de 3 anys). És molt semblant al card conreat, del qual potser és una varietat conreada. L'origen d'aquesta planta és el sud d'Europa incloent-hi la península Ibèrica. Arriba a tenir fins a 2 metres d'alçada. Les fulles són glauques, amb grans lòbuls dentats i dividits, i de fins a 80 cm de llargada i 50 cm d'ample disposades en roseta. La part superior de la fulla és de color verd clar i la inferior és blanquinosa.
Els capítols florals (capses) es formen el segon any i són més o menys globosos, constituïts per un receptacle i bràctees, i fan fins a 15 cm de diàmetre. Les flors són de color porpra. El sistema radicular és molt complet i forma un rizoma del qual surten els fillols. Té un cicle vegetatiu molt adaptat a l'ambient mediterrani, ja que vegeta des de final d'estiu fins a l'inici de l'estiu següent i fa capses (en ambients mediterranis temperats) des del mes d'octubre i tota la primavera.

### La carxofa pratenca
La Carxofa Pratenca, amb gairebé 100 anys d'història, és la reina dels cultius del Delta central i assoleix un mateix sabor i paladar de gran qualitat. Per tot això, actualment s'està treballant en l'obtenció del distintiu europeu de qualitat d'Indicació Geogràfica Protegida (IGP).
El tipus de terreny del Delta del Llobregat, profund i fèrtil; el clima ben temperat per la protecció de les muntanyes i l'acció marina de la Mediterrània fan que la carxofa sigui aquí més dolça i tendra.
Segons la nota de tast realitzada per l'Escola d'Hostaleria de Castelldefels, es defineix la Carxofa Prat com a “lleugerament àcida, fresca, intensa, dolça i vellutada. Gustosa i suau”. Aquestes característiques contrasten amb les carxofes d'altres procedències, especialment per la suavitat del seu gust, i ser menys oxidativa, així com per la seva textura fina, i la suau astringència produïda per la tenacitat de la carxofa.

## Conreu

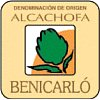
Denominació d'Origen Benicarló.

És una planta amb només una lleugera resistència a les glaçades (glaçades d'uns 2 graus sota zero deixen les capses de color violeta) i que necessita molta aigua i molt adob. El cicle productiu en conreus de tendència continental (Navarra) no s'inicia fins a la primavera. La plantació vegetativa amb rizomes es fa a l'estiu; també es poden plantar fillols a la primavera. La sembra amb llavors dona una descendència heterogènia (sovint amb espines), però és una solució al problema de la virosi, de la qual és una planta molt afectada, que es propaga vegetativament però no per les llavors.
Als Països Catalans és molt conreada a l'horta del delta del Llobregat, a la vora de Barcelona, al delta de l'Ebre, a Benicarló (amb denominació d'origen) i al Baix Segura (Dolores). Es conrea molt a Espanya, França i Itàlia on hi ha una varietat amb espines molt coneguda i apreciada que es produeix a Sardenya, però no és gaire coneguda mundialment. Les varietats principals són la de Tudela i la Viola de Provença.

### Producció
Segons dades de la FAO, els principals productors de carxofa l'any 2021 van ser Itàlia, Egipte i Espanya. A Europa es va produir el 42,7% del total, a l'Àfrica el 34,4%, a Amèrica el 12,8% i a Àsia el 10,2%.
| Estat        | Producció (tones) |
| ------------ | ----------------- |
| Itàlia       | 376.280           |
| Egipte       | 315.408           |
| Espanya      | 214.560           |
| Algèria      | 120.932           |
| Perú         | 99.518            |
| Xina         | 80.654            |
| Marroc       | 40.543            |
| Turquia      | 40.114            |
| Estats Units | 37.784            |
| Argentina    | 35.575            |
| Total        | 1.361.368         |

## Gastronomia
| Valor nutritiu de 100 grams de carxofa cuita sense sal |          |
| Energia                                                | 220 kJ   |
| Glúcids                                                | 12 g     |
| Sucres                                                 | 0,99 g   |
| Fibra alimentària                                      | 5,7 g    |
| Greixos                                                | 0,34 g   |
| Proteïnes                                              | 2,89 g   |
| Vitamines                                              |          |
| Vitamina A                                             | 13 IU    |
| Tiamina (Vit. B1)                                      | 0,05 mg  |
| Riboflavina (Vit. B₂)                                  | 0,089 mg |
| Niacina (Vit. B₃)                                      | 1,11 mg  |
| Àcid pantotènic                                        | 0,24 mg  |
| Vitamina B₆                                            | 0,081 mg |
| Àcid fòlic                                             | 89 μg    |
| Vitamina C                                             | 7,4 mg   |
| Vitamina E                                             | 0,19 mg  |
| Vitamina K                                             | 14,8 μg  |
| Minerals                                               |          |
| Calci                                                  | 21 mg    |
| Coure                                                  | 0,127 mg |
| Ferro                                                  | 0,61 mg  |
| Fòsfor                                                 | 73 mg    |
| Magnesi                                                | 42 mg    |
| Manganès                                               | 0,225 mg |
| Potassi                                                | 286 mg   |
| Seleni                                                 | 0,2 μg   |
| Sodi                                                   | 60 mg    |
| Zinc                                                   | 0,4 mg   |
| Altres                                                 |          |
| Aigua                                                  | 84,1 g   |
| Cendra                                                 | 0,74 g   |

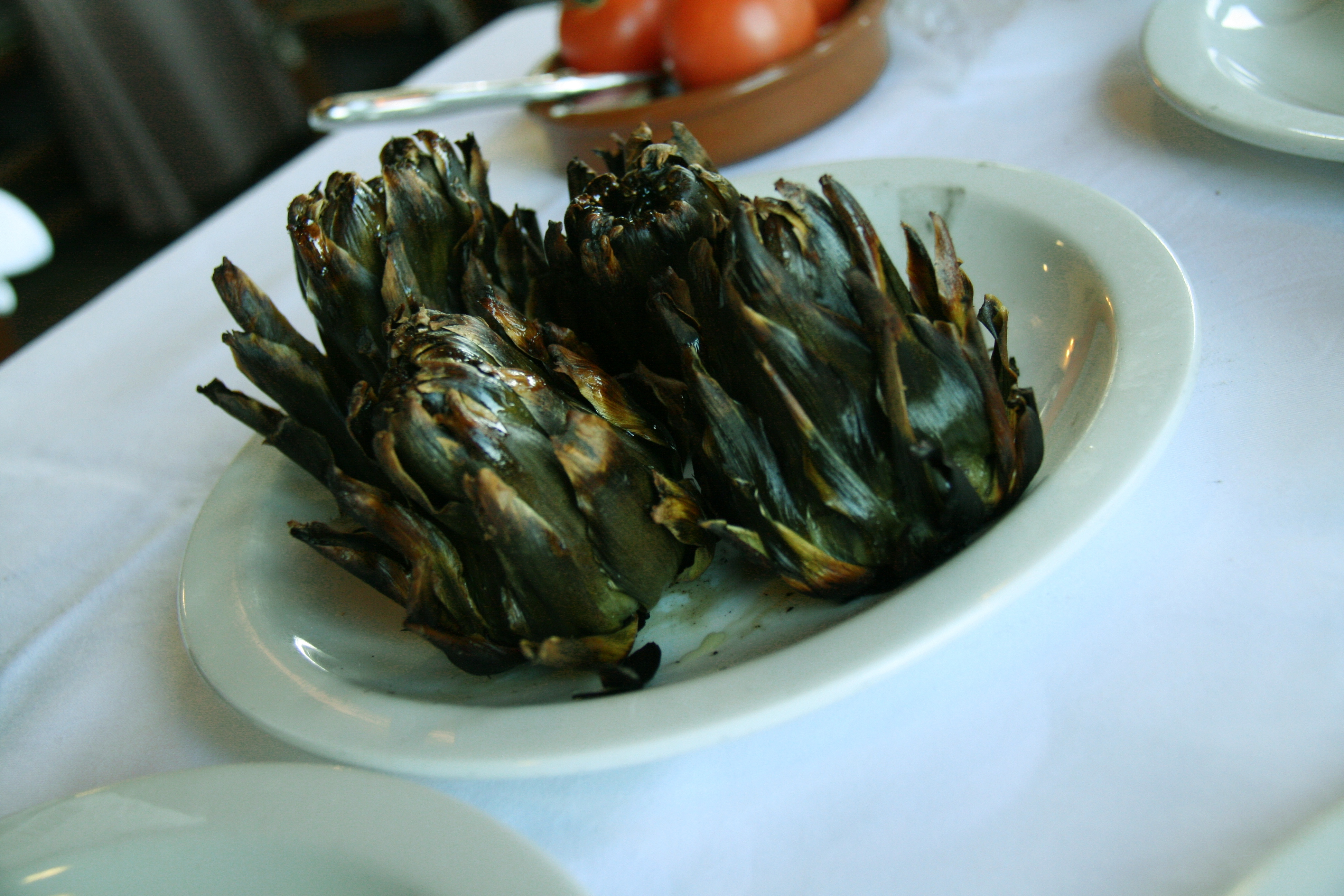
Carxofes a la brasa.

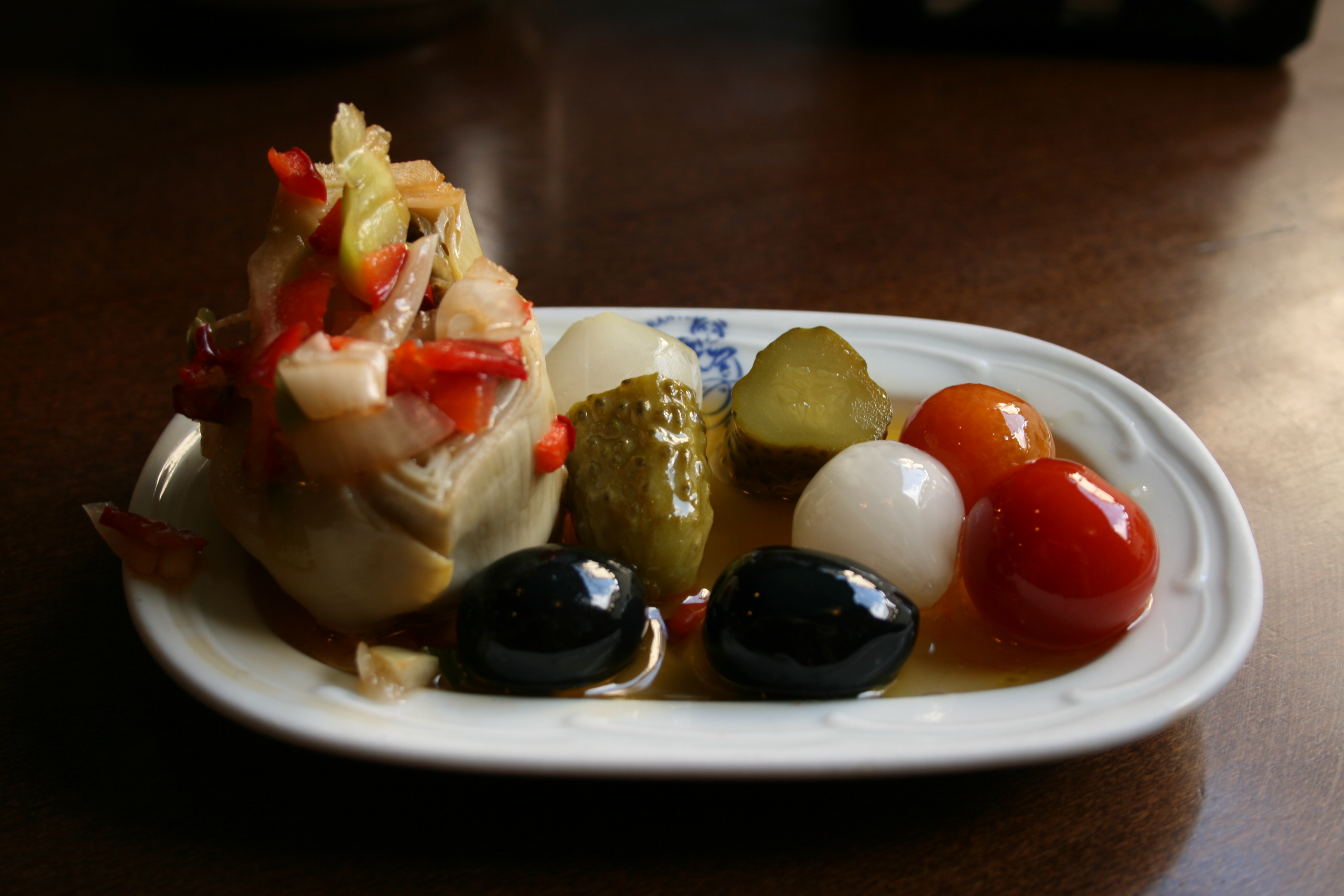
Carxofa enllaunada amb vinagreta i olives.

Les escarxofes són una de les hortalisses més apreciades a la cuina mediterrània. Hi ha tota una varietat de plats a base de carxofa, plats que tradicionalment es preparaven durant l'hivern. La Carxofa de Benicarló és una carxofa amb Denominació d'Origen Protegida que es cultiva a la comarca del Baix Maestrat. Cada mes de gener a Benicarló se celebra la Festa de la Carxofa, amb diversos esdeveniments populars i gastronòmics. Hi ha fins i tot un monument a la carxofa al centre urbà de Benicarló.
A Amposta, lloc on també es cultiven carxofes excel·lents, tenen lloc cada mes de febrer les Jornades Gastronòmiques de la Carxofa.
Les carxofes es poden menjar crues o cuites segons el gust i la zona. Poden ser el plat central o es poden servir com a acompanyament. A la brasa o al forn són les maneres més senzilles de preparar aquesta hortalissa, car conserven tot el gust. Igualment són molt bones simplement bullides o al vapor amb un raig d'oli d'oliva, allioli o salsa vinagreta segons els gustos.
De formes més elaborades es preparen fregides—arrebossades o no--, per acompanyar altres plats, carns o peixos. Són molt apreciades també com a ingredient d'arrossos i estofats, en truita, o en quiche. Les carxofes farcides poden constituir un plat per sí soles. Es poden farcir amb una varietat d'ingredients, com carn picada, bacallà, botifarra, marisc, pernil, ous durs o samfaina, per exemple, en preparacions fredes o bé calentes.
Com que és una hortalissa de caràcter estacional, gran part de la producció passa a ser enllaunada. Els cors de carxofa enllaunats s'empren sovint com a ingredient d'amanides. Normalment les carxofes enllaunades es mengen fredes.

## Usos medicinals
La beguda alcohòlica italiana Cynar està feta a base de carxofa. Se li atribueixen virtuts per als trastorns del fetge.
De les llavors s'obté l'oli de carxofa.
Per a usos farmacèutics se'n recullen les fulles del primer any de vegetació i després es dessequen. És colerètica (afavoreix la secreció de bilis), colagoga (afavoreix la síntesi de bilis) i hepatoprotectora. Efecte diürètic i digestiu, és també hipolipemiant i hipoglucemiant. Indicada en hepatitis, arterioesclerosi i diabetis.
S'ha comprovat que els extractes de carxofera són antioxidants i poden ser capaços de disminuir els nivells d'hipercolesterolèmia. Pel seu contingut en fibra, també és un aliment que sacia molt i adequat per a baixar nivells de colesterol i triglicèrids, ideal en dietes d'aprimament.

### Composició química
- Compostos polifenòlics: Són els principis actius, destaca la cinarina, derivat de l'àcid quínic que conté dues unitats d'àcid cafeic unides a l'àcid quínic formant un èster (àcido 1,3-dicafeilquínic). També conté àcid cafeic i àcid clorogènic procedents de la degradació de la cinarina.
- Flavonoides: La seua importància radica en la sinergia amb els principis actius; destaquen la luteolina i com a heteròsids el cinaròsid i l'escolimòsid.
- Cinaropicrina: És una lactona sesquiterpènica i un poc amarga.